# Alone Together (песня Fall Out Boy)
«Alone Together» — песня американской рок-группы Fall Out Boy, изданная в качестве третьего сингла с их пятого студийного альбома Save Rock and Roll 6 августа 2013 года.
Fall Out Boy выступили с «Alone Together» на «The Today Show» 19 июля 2013 года. Песня была использована в эпизоде 8 сезона телешоу «America’s Got Talent». 10 октября 2013 группа исполнила эту песню на Шоу Эллен Дедженерес. Также они выступили с ней в финале 5 сезона телешоу The X Factor Австралия 28 октября 2013 года, после чего сингл вошёл в хит-парад Австралии ARIA Singles Chart. 19 ноября группа исполнила «Alone Together» на Шоу Джимми Киммела. 28 ноября группа приняла участие в параде Дня Благодарения Macy’s, выступив с «Alone Together» при поддержке танцующих Черепашек-ниндзя.

## Позиции в чартах
| Чарт (2013–14)                               | Наивысшая позиция |
| -------------------------------------------- | ----------------- |
| Австралия (ARIA)                             | 40                |
| Venezuela Pop Rock General (Record Report)   | 10                |
| UK Singles (Official Charts Company)         | 90                |
| Великобритания (OCC UK Rock & Metal)         | 1                 |
| США (Billboard Hot 100)                      | 71                |
| Hot Dance Club Songs (Billboard)             | 22                |
| США (Billboard Hot Rock & Alternative Songs) | 11                |
| США (Billboard Pop Airplay)                  | 21                |

## Хронология выпуска
| Страна         | Дата            | Формат           | Лейбл          |
| -------------- | --------------- | ---------------- | -------------- |
| США            | 6 августа 2013  | Mainstream radio | Island Records |
| Великобритания | 19 августа 2013 | Mainstream radio | Island Records |